# Juninho Vieira
Olávio Vieira dos Santos Júnior (nacido el 21 de noviembre de 1996), comúnmente conocido como Juninho, es un futbolista brasileño que juega como delantero en el club Flamengo de la Serie A de Brasil.

## Carrera
Juninho se formó en las categorías inferiores del Athletico Paranaense con el que sólo llegó a jugar 3 partidos como profesional.
En 2015 fue cedido al Portimonense Sporting Clube de la Segunda División de Portugal.
Tras su regreso a Brasil jugó en GE Brasil, Grêmio Novorizontino (donde jugó doce partidos y marcó cuatro goles), Figueirense FC y Vila Nova. Tras esta nueva etapa en su tierra natal, regresó a Europa para defender Estoril Praia.
Tras tres temporadas en el Grupo Desportivo de Chaves, en las que jugó ochenta partidos y anotó trece goles, en junio de 2023 fichó por el Qarabağ Futbol Klubu por tres temporadas.
En enero de 2025 fichó por el Clube de Regatas do Flamengo. En el club azerí marcó un total de 41 goles y dio 14 asistencias en los 80 partidos oficiales que disputó.

## Estadísticas de carrera
| Club                            | Temporada     | Liga            | Liga     | Liga  | Torneos regionales | Torneos regionales | Copa nacionales | Copa nacionales | Continental | Continental | Otras    | Otras | Total    | Total |
| Club                            | Temporada     | Division        | Partidos | Goles | Partidos           | Goles              | Partidos        | Goles           | Partidos    | Goles       | Partidos | Goles | Partidos | Goles |
| ------------------------------- | ------------- | --------------- | -------- | ----- | ------------------ | ------------------ | --------------- | --------------- | ----------- | ----------- | -------- | ----- | -------- | ----- |
| Atlético Paranaense             | 2015          | Série A         | —        | —     | 4                  | 0                  | —               | —               | —           | —           | —        | —     | 4        | 0     |
| Atlético Paranaense             | 2016          | Série A         | 7        | 0     | —                  | —                  | 4               | 0               | —           | —           | —        | —     | 11       | 0     |
| Atlético Paranaense             | Total         | Total           | 7        | 0     | 4                  | 0                  | 4               | 0               | —           | —           | —        | —     | 15       | 0     |
| Guaratinguetá (préstamo)        | 2015          | Série C         | 7        | 2     | —                  | —                  | —               | —               | —           | —           | —        | —     | 7        | 2     |
| Portimonense (préstamo)         | 2015–16       | Liga Portugal 2 | 1        | 0     | —                  | —                  | —               | —               | —           | —           | —        | —     | 1        | 0     |
| Brasil de Pelotas (préstamo)    | 2017          | Série B         | 19       | 1     | 6                  | 0                  | —               | —               | —           | —           | 3        | 1     | 28       | 2     |
| Grêmio Novorizontino (préstamo) | 2018          | Série D         | —        | —     | 13                 | 4                  | —               | —               | —           | —           | —        | —     | 13       | 4     |
| Figueirense (préstamo)          | 2018          | Série B         | 25       | 2     | 0                  | 0                  | 0               | 0               | —           | —           | —        | —     | 25       | 2     |
| Vila Nova (préstamo)            | 2019          | Série B         | 5        | 1     | 2                  | 0                  | 4               | 0               | —           | —           | —        | —     | 11       | 1     |
| Estoril (préstamo)              | 2019–20       | LigaPro         | 24       | 6     | —                  | —                  | 1               | 0               | —           | —           | —        | —     | 25       | 6     |
| Chaves                          | 2020–21       | Liga Portugal 2 | 20       | 8     | —                  | —                  | 0               | 0               | —           | —           | —        | —     | 20       | 8     |
| Chaves                          | 2021–22       | Liga Portugal 2 | 26       | 1     | —                  | —                  | 1               | 0               | —           | —           | —        | —     | 27       | 1     |
| Chaves                          | 2022–23       | Liga Portugal   | 30       | 4     | —                  | —                  | 2               | 0               | —           | —           | —        | —     | 32       | 4     |
| Chaves                          | Total         | Total           | 76       | 13    | —                  | —                  | 3               | 0               | —           | —           | —        | —     | 79       | 13    |
| Qarabağ                         | 2023–24       | APL             | 35       | 20    | —                  | —                  | 5               | 5               | 15          | 6           | —        | —     | 55       | 31    |
| Qarabağ                         | 2024–25       | APL             | 13       | 3     | —                  | —                  | 1               | 0               | 11          | 8           | —        | —     | 25       | 11    |
| Qarabağ                         | Total         | Total           | 48       | 23    | —                  | —                  | 6               | 5               | 26          | 14          | —        | —     | 80       | 42    |
| Total carrera                   | Total carrera | Total carrera   | 212      | 48    | 25                 | 4                  | 18              | 5               | 26          | 14          | 3        | 1     | 284      | 72    |

## Honores
Qarabag
- Liga Premier de Azerbaiyán : 2023-24
- Copa de Azerbaiyán: 2023-24 [12]

Individual
- Máximo goleador de la Premier League de Azerbaiyán: 2023-24[13]